# 絵本合法衢
『絵本合法衢』（えほん がっぽうが つじ、旧字体：繪本）は、四代目鶴屋南北作の歌舞伎狂言の演目。通称「立場の太平次」（たてばの たへいじ）、文化7年5月5日（1810年6月6日）江戸市村座初演、全七幕。

## 仇討狂言の白眉
大阪天王寺の合邦辻閻魔堂（現大阪市浪速区）で実際に起こった敵打ちをテーマにしている。南北（当時は勝俵蔵）は読本『絵本合邦辻』を原作として、左枝大学之助と立場の太平次という極悪人を主人公に据え、悪事の限りを尽くさせている。綿密な構成や『忠臣蔵』などの古典の仇討狂言のパロディを巧妙に取り入れるなど、仇討狂言の白眉と賞されている。

## あらすじ
発端　多賀家水門口の場　多賀明神の場
登場人物の多くが殺される狂言にふさわしく、幕明きから悪人関口多九郎が番人を殺しお家の重宝霊亀の香炉を盗む。関口こそお家横領を企てる多賀家の一族左枝大学之助の部下である。明神鳥居前では、道具屋与兵衛と女房お亀の難儀を問屋人足孫七が助ける。礼を述べた二人が孫七と話をするうち、与兵衛は多賀家の家臣高橋瀬左衛門の弟で、孫七は瀬左衛門の旧臣と知る。思わぬ奇遇に喜ぶもつかの間、大学之助が家臣を連れて来かかり、お亀の美貌に目を付け無理強いに屋敷に連れて行こうとする。そこへ瀬左衛門が来かかり窮地を救う。家名に関わることと説諭された大学之助は不承不承立ち去る。瀬左衛門は盗まれた家宝の詮議を与兵衛に頼み、香炉の図面を渡す。その香炉は既に大学之助の手中に入っていた。大学之助は多九郎に香炉強奪の知らせを仲間に知らせることを命じる。
さて、孫七は金の工面に悩んでいた。女房のお米は夫を救うべく大学之助の奴八内より金子を貰うが、八内は代わりにお米の身体を要求する。お米の拒絶に八内は盗人呼ばわりして大騒ぎになる。大学之助、瀬左衛門等が駆け付け詮議するうち、八内の金子の刻印から以前多賀家から盗まれたことが分かる。大学之助は家臣の守山を討ち口封じをする。
第二幕　鷹野の場　陣屋の場
瀬左衛門の領地では、大学之助が鷹狩りをするので領民は悪口を言っている。鷹が悪人仲間からの密書を持ったまま松の木に絡みつき、大学之助は松の木を切れと騒ぎだす。だが、瀬左衛門の家臣小島林平の諫言で大学之助は反省し林平を家臣に取り立てる。大学之助自身も、野望実現のために周囲の評判を気にしていたのである。だが、鷹が村の子里松によって殺された事を知った大学之助は里松を斬り捨てる。さらに抗議に来た親佐五衛門まで斬ると言いだす。流石に怒った瀬左衛門は家宝の菅家の一軸で大学之助を打ちすえる。瀬左衛門の心をこめた仕打ちに、大学之助は悪かったと詫びみんなを安心させるが、すぐさま瀬左衛門を槍で殺す。林平は申し訳なさに切腹。大学之助は一軸をも手に入れほくそ笑む。瀬左衛門の弟高橋弥十郎は大学之助に復讐の念を持つが、主君故手出しが出来ない。
第三幕　多賀御殿の場　高橋居宅の場
多賀家の御殿。大学之助の仲間笹川勘兵衛は、主君俊行が弥十郎の妻で妹の皐月に懸想していることを知り、夫婦を離縁させようと計略をしかけ皐月を監禁する。一部始終を知った弥十郎だが、義理の兄だけに困惑する。俊行は弥十郎を呼び出し、皐月を側室として差し出すように命じる。是非もないと弥十郎は杜若の葉を池に浮かべ「君は船、臣は水」と忠義を説き、さもなくば自身が腹を切るとの覚悟に皐月は泣く泣く従う。だがこれは俊行の深謀であった。褒美をもとめる笹川に俊行は多賀家の跡目相続を許すが、代わりに香炉と一軸の紛失の責を負うようにと笹川を脅し、ついに大学之助一味の悪事を白状させる。さらに一味の玄番と妹のあざみを討ち、表向きは弥十郎夫婦手打ちと世間を欺き、兄の敵大学之助を討つように命じる。弥十郎は僧侶に姿を変え、名も合法と改め皐月と敵打ちの旅に出る。
第四幕　四條河原の場
京の四條河原に住む蛇つかいのうんざりお松のもとに道具屋与兵衛の番頭傳三が訪れる。傳三は香炉を店に渡る手はずを大学之助らと決めており、すでに手数料まで貰っている。店の乗っ取りとお亀を手に入れたい傳三は、主人を殺すためにお松から手に入れた毒蛇の血を酒に入れ、来かかった悪人の立場の太平次とともに計略を練る。
第五幕　今出川道具屋の場
与兵衛は商用で留守である。お亀と母のおりよは、このごろ与兵衛は放蕩ぐせがついて気が気でないと愚痴を言っている。そこへお松が来て「与兵衛さんにちつとお目にかかりたいことがござりやしてさ。」と図々しく店に上がりこみ、お亀の名をかたり、手に入っていたお亀あての与兵衛の手になる起誓を見せて強請る。当惑したおりよとお亀は傳三の忠告通り香炉を弁償に渡そうとする。だが、居合わせた佐五衛門にお松が落した臍の緒書きを見とがめられ、さらにお松は佐五衛門の後妻の姉であり、身持ちの悪さに故郷を追われていたことが分かる。窮地に陥ったお松を太平次が救う。
そこへ与兵衛が帰宅する。太平次はお松を隠し、俺と敵の大学之助とが瓜二つなので仇討が気になり、勘当させてほしいがための放蕩かと鎌を掛け、毒酒をすすめる。与兵衛は素知らぬ顔であしらう。が、本心を知るおりよはわざと与兵衛とお亀を勘当し、餞別に香炉を渡す。ここぞと太平次は別れの盃に毒酒を差し出すが、勘当した者にはいらぬとおりよだけが盃を干す。そのとき傳三は香炉を奪い逃走。与兵衛は後を追う。おりよは毒が廻り血を吐いて頓死。そのどさくさまぎれに太平次はおりよの懐から五十両奪い取る。
太平次はお松ともども五十両の金子を手に入れる。お松は嬉しそうに「これな。その金の内でわっちを引あげ、何処ぞこっそりおつな所へ世帯を持たしてくんねえな。」と夫婦になってと甘え、太平次は「よいさ。そりやアがってんだよ。」と答えてお松を喜ばせるが、帰る途中の妙覚寺の古井戸でお松を扼殺し死体を井戸に放り投げる。旧主の大学之助に従って栄華を夢見る太平次にとって、お松は利用価値を失った道具に過ぎなかったのである。
第六幕　倉狩峠の場
悪事が露見した大学之助は行方知れずに。また京を逃れたお亀と与兵衛は生駒山の倉狩（暗）峠にさしかかると、お亀に執心を持つ大学之助の追手がかかるが落雷騒ぎで助かる。やがて山中の一軒家にたどりつく。何とそこには太平次夫婦の家であった。また、孫七の妻お米も同居していた。
ここで与兵衛は持病が悪化。太平次は、自分は旧主である大学之助の在処を知っており、夫の薬代と敵の様子を探るためにも大学之助のもとに身を売ることをお亀に勧める。お亀は心を残しながら駕籠で去る。太平次は悪人に与兵衛を襲わせ、応援するふりでわざと鉈で与兵衛の足を傷つける。ここは危険と与兵衛を去らせたのち、太平次は孫七を家におびき寄せ、与兵衛のあとをつける。
太平次は山中で与兵衛を殺すつもりであったが、女房のおみちの機転で与兵衛は逃げたあとであった。怒った太平次はおみちを殺し、家にいた孫七、お米も惨殺する。すでに短い夏の夜が明け始め、太平次は朝日を浴びながらとどめを刺す。
大詰　　安井福屋の場　　合法庵室の場　　閻魔堂仇討の場
殺人鬼と化した太平次は、捕り手の網を逃れて大阪四天王寺近くの安井福屋に潜伏する。太平次は酒を飲みながら、俺は左枝の家臣だ。主君は住吉に蟄居していたが帰参が叶い間もなく京に上る。俺もいずれ武士となるから一緒に江戸に行こうと仲居のお縫を口説く。疑うお縫に太平次は「孫七夫婦を殺害すれば五百石を与える」との大学之助の書きつけを証拠に見せる。それを見たお縫はいきなり太平次に切りつける。お縫こそ孫七の妹であった。二人が争う弾みに書きつけが二階から落ちる。折しも通りかかった皐月が書付を拾いお縫に助太刀する。お縫は負傷しながらも太平次を討ち、皐月へのかかわり合いを避けるために「心中じゃ」と叫び自らも死ぬ。
与兵衛は合法の庵で養生している。だが、二人は実の兄弟であり目指す仇が同じ大学之助とは気付かない。与兵衛のもとにお亀の亡霊が現れる。大学之助の妾となり、隙を見て斬りかかったが返り討ちにあったと告げて消える。そこには血染めの小袖があるのみ。帰宅した皐月ともども涙に呉れる折から家臣を連れて大学之助が現れる。罪を許され京へ帰参するついでに、邪魔な与兵衛をも始末しに来たのだ。与兵衛は仇を前に病気で動けない。無念のあまり刃を我が腹に突きたてる。「仔細ありてこもりし居の身も、今日免許のときを得て、御教書到来武将へ謁する都入り。少しもこの身に凶事あれば、その身は重罪。かなわぬ事だ。自滅したのはうぬが仕合せ。もがくな。もがくな。はてよい様な。」と大学之助は嘲笑い悠々と立ち去る。
入れ替わりに帰ってきた合法は正体を明かし、敵を討つことを亡き瀬左衛門の霊前に報告。虫の息の与兵衛は合法こそ実の兄と知り、代わりに敵を討ってくれることを頼み香炉を渡す。皐月も太平次から奪った一軸を合法に渡す。二人から後を託された合法は、自在鈎に隠してある槍の穂先を示す。これこそ大学之助が瀬左衛門を討った槍であった。死に行く弟に別れを告げ、皐月に二つの家宝を主君に持参することを命じ、合法こと高橋弥十郎は勇んで出る。
閻魔堂で弥十郎は大学之助の一向に出会う。駕籠をおそうが蛻のからである。騙された弥十郎は一人で多くの敵を相手に壮絶な乱闘を繰り広げる。だが負傷して動くことができず、腹を切ろうとするところへ隠れていた大学之助が姿を現すが、これは弥十郎の計略であった。弥十郎は大学之助を見事に槍の穂先で討ち果たす。

## 概略
南北の狂言では興行的にも成功し、作者存命中に五度再演されている。初演時の大学之助と太平次とを演じた五代目松本幸四郎の演技もさることながら、幕ごとに殺し場が用意された残虐性の強さと早替り、強請場などの見どころの多さも観客のし好に合った。その後七代目市川團十郎を経て、七代目市川團蔵へとこの狂言は伝承されていくが明治以降の歌舞伎の高尚化とともに忘れられていった。1926年（大正15年）二代目市川左團次により再発見されたが大学之助の件は上演されず、本格的な蘇演は戦後1965年（昭和40年）9月芸術座公演における八代目松本幸四郎主演と、前進座の上演まで待たねばならなかった。
大学之助と太平次という強烈な個性の悪人を演じるのは至難の業で、八代目幸四郎以降では六代目市川染五郎(1980年)、十五代目片岡仁左衛門(1992年(当時は片岡孝夫)、2011年、2012年、2015年、2018年)、十代目松本幸四郎(2023年)が演じている。
綿密な構成と、大学之助と太平次という冷酷な主人公の性格描写もさることながら、登場人物が三十人近くも殺され、大詰をのぞいて、善人たちが全滅するという異常な内容は、化政期の爛熟から頽廃に傾きかけた文化を体現している。
発端の大学之助の懸想は忠臣蔵大序における師宣の、第三幕の俊行の計略は忠臣蔵の七段目由良助の、五幕目のおりよ殺しと五十両強奪は五段目の定九郎の与市兵衛殺しの、第六幕のお亀の身売りは六段目のお軽の、大詰めの兄弟の名乗りは『沼津』の平作と重兵衛の名乗りを下敷きにしたもの。先行の仇討狂言の粋を取り込む趣がうかがわれ、その巧妙さも見逃せない。
今日では時間の関係でいくつかの場が割愛される。特に福屋の場が割愛されると太平次の最期がなくなる欠点がある。六代目市川染五郎は閻魔堂で大学之助を討ったはずが、実は太平次の身代わりで、大学之助が早変わりで登場するという演出を、十五代目片岡仁左衛門は、閻魔堂で大学之助が太平次を殺害したことを弥十郎に告げる演出をとり、鈴木英一補綴の2023年公演では閻魔堂仇討の場で討たれる演出にしている。
ゆすり場のうんざりお松のキャラクターは「お染の七役」の土手のお六やその後の悪婆物の原型にあたる。お松が強請に言う「今こそこうした女房なれ、元はわたしも祇園町、拾壱匁六分の、花を咲かせて宮川町、縄手をふんで道場か、高台寺前下り坂、八坂と落ちて欠け上り、二条新地や御りょう裏、おはもじながら虱の辻、泣かぬ勤めの蛍茶や、あらゆる場所を欠けめぐり・・・」の科白は七五調の小気味よい調子で京の花街を巧みに織り込んでいる。この科白は「厄払い」と呼ばれ、幕末期には黙阿弥により「切られお富」や「弁天小僧」などの狂言でさらに洗練される。

## 初演時の配役
- 左枝大学之助・立場の太平次・・・・五代目松本幸四郎

- うんざりお松・与兵衛・・・・・・・二代目尾上松助

- 皐月・・・・・・・・・・・・・・・五代目岩井半四郎

- 小嶋林平・・・・・・・・・・・・・七代目市川團十郎

- 孫七・合法実は高橋弥十郎・・・・・三代目坂東三津五郎

- 高橋瀬左衛門・多賀俊行・・・・・・二代目助高屋高助